# ستانلي جوبل
ستانلي جوبل (بالإنجليزية: Stanley Goble) (و. 1891 – 1948 م) هو طيار بطل، وضابط، ولاعب كرة قدم أسترالية أسترالي، ولد في Croydon, Victoria ‏، ويحمل رتبة عسكرية Air vice-marshal ‏، توفي في Heidelberg, Victoria ‏، عن عمر يناهز 57 عاماً.

## الخدمة العسكرية
خدم في القوات الجوية الملكية الأسترالية.

## جوائز
حصل على جوائز منها:
- نيشان الامبراطورية البريطانية من رتبة قائد
- نيشان الخدمة المتميزة  [لغات أخرى]‏